# Горный (Петровский район)
Горный — посёлок в Петровском городском округе Ставропольского края России.

## Варианты названия
- Третье отделение совхоза Ставрополь-Кавказский,
- Ферма № 3 совхоза Ставрополь-Кавказский[4]

## Географическое положение
Посёлок расположен в 96 км северо-восточнее Ставрополя и в 22 км восточнее районного центра города Светлограда. Находится в Предкавказье, на Прикалаусских высотах Ставропольской возвышенности, на р. Камбулат 2 и БСК.

## История
Основан в 1932 году как посёлок отделения № 3 совхоза «Ставрополь-Кавказский».
21 сентября 1964 посёлок переименован в Горный.
На километровой карте Генштаба ВС СССР 1985 года издания для Горного указано население 300 человек.
До 1 мая 2017 года входил в состав упразднённого Рогатобалковского сельсовета.

## Население
| 1989 | 2002 | 2010 | 2014 | 2023 |
| ---- | ---- | ---- | ---- | ---- |
| 416  | ↗442 | ↘404 | ↘400 | ↗410 |

По данным переписи 2002 года, 87 % населения — русские.

## Связь и телекоммуникации
В 2016 году в посёлке введена в эксплуатацию точка доступа к сети Интернет (передача данных осуществляется посредством волоконно-оптической линии связи).

## Археология
На трассе газопровода близ посёлка Горный в курганах найдены погребения разных эпох, самый ранний из которых относится к майкопской культуре и датируется IV тысячелетием до н. э. В захоронении индоевропейца среднебронзового века нашли четырёхколёсную повозку и на ней скелет.